# Vélocéan
La Vélocéan est un itinéraire cyclable français de type véloroute qui suit le littoral atlantique dans le département de la Loire-Atlantique. Elle fait partie de La Littorale, véloroute V45 du schéma national des véloroutes, qui va de Roscoff à Nantes.

## Présentation
Il comprend 10 kilomètres en site propre et emprunte sur 85 km une majorité de petites routes comportant peu de circulation. Il est divisé en deux tronçons de part et d'autre de l'estuaire de la Loire : de Piriac-sur-Mer à Saint-Nazaire et de Saint-Brevin-les-Pins à Bourgneuf-en-Retz. En effet, la circulation des deux-roues sur le pont de Saint-Nazaire est fortement déconseillée (même si elle n'est pas interdite sauf en cas de vent supérieur à 80 km/h). Afin de proposer un mode de traversée alternative au pont pour les piétons et les cyclistes durant la période estivale (de mai à septembre), le Conseil général avait envisagé en juin 2010 la mise en place d'un service de navette fluviale entre Saint-Nazaire et Mindin. Face à son coût prohibitif, le projet fut définitivement abandonné en décembre 2011. Des trois lignes régulières d'autocars du réseau Aléop (315, 316 et 317) empruntant le pont et qui assurent des liaisons interurbaines entre Saint-Nazaire et le pays de Retz, seuls les véhicules de la ligne 317 sont équipés d'emplacements réservés pour huit vélos. Le tronçon de Saint-Brevin-les-Pins à Bourgneuf-en-Retz est intégré au tracé de la Vélodyssée, nom de l'EuroVelo 1 en France.
L'itinéraire comprendra à terme 126 kilomètres allant des communes de Piriac-sur-Mer, au nord, à Bourgneuf-en-Retz au sud. Le tronçon reliant Assérac à Mesquer était à l'étude.
Le tronçon allant de Guérande / La Baule-Escoublac (Beslon) au Croisic n'est pas encore complètement réalisé.
| Tronçons réalisés, du nord vers le sud                          | Tronçons réalisés, du nord vers le sud | Tronçons réalisés, du nord vers le sud                                                  |
| --------------------------------------------------------------- | -------------------------------------- | --------------------------------------------------------------------------------------- |
| Étapes                                                          | km                                     | Sites                                                                                   |
| Assérac - Mesquer                                               | en projet                              | marais du Mès                                                                           |
| Piriac-sur-Mer - La Turballe - Guérande                         | 15                                     |                                                                                         |
| Guérande - La Baule (passerelle de Beslon)                      | 7                                      | château de Careil                                                                       |
| Beslon (Guérande/La Baule) - Le Croisic                         | partiellement réalisée                 | côte sauvage                                                                            |
| Beslon (Guérande/La Baule) - Pont Saillant (La Baule/Pornichet) | 12                                     | pinède de La Baule et baie du Pouliguen                                                 |
| Pornichet - Saint-Nazaire                                       | 12                                     | pont et base sous-marine de Saint-Nazaire, étang du bois Joalland, tumulus de Dissignac |
| Saint-Brevin-les-Pins - Saint-Michel-Chef-Chef                  | 10                                     | côte de Jade                                                                            |
| Saint-Michel-Chef-Chef - Pornic                                 | 16                                     | étang des Gâtineaux                                                                     |
| La Plaine-sur-Mer - Préfailles                                  | 11,5                                   | pointe Saint-Gildas                                                                     |
| Pornic - Bourgneuf-en-Retz                                      | 23                                     | baie de Bourgneuf                                                                       |

## Liste des communes traversées
Du nord au sud : Piriac-sur-Mer, La Turballe, Guérande, Le Croisic, Batz-sur-Mer, Le Pouliguen, La Baule-Escoublac, Pornichet, Saint-Nazaire, Saint-Brevin-les-Pins, Saint-Michel-Chef-Chef, La Plaine-sur-Mer, Préfailles, Pornic, La Bernerie-en-Retz, Les Moutiers-en-Retz, Bourgneuf-en-Retz